# La valle dei dinosauri
La valle dei dinosauri (Land of the Lost) è una serie televisiva statunitense in 43 episodi trasmessi per la prima volta nel corso di 3 stagioni dal 1974 al 1977. Ne è stato fatto un remake omonimo nel 1991. La serie ha inoltre ispirato il film del 2009, Land of the Lost.

## Trama
La famiglia Marshall (il padre Rick, il figlio Will e la figlia Holly) resta intrappolata in un mondo alternativo abitato da dinosauri, da una tribù di primati chiamati Pakuni e da aggressive creature lucertola chiamate Sleestak. La serie è incentrata sugli sforzi dei Marshall per sopravvivere e trovare un modo per tornare al loro mondo, ma anche l'esplorazione dei luoghi esotici della terra perduta è una parte costante della storia.
I Marshall sono catapultati nel misterioso mondo per mezzo di un portale dimensionale. Attrezzati solo per un breve viaggio in campeggio, si rifugiano in una grotta e utilizzano strumenti improvvisati per sopravvivere. I loro incontri più comuni e pericolosi avvengono con i dinosauri, in particolare un Tyrannosaurus rex a cui danno il soprannome di "Grumpy", che frequenta la zona della loro casa/caverna. Tuttavia, molti dei dinosauri sono erbivori, innocui per i Marshall. Uno particolarmente docile è un giovane brontosauro a cui danno il soprannome di "Cucciolo", e che la famiglia tratta come un animale domestico.
Oltre alle due tribù, altri pericoli per i tre componenti della famiglia Marshall provengono da una varietà di creature pericolose, tecnologie misteriose e strani luoghi.
I tre sono a volte aiutati da Enik, un Altrusiano (antenati degli Sleestak creatori dei portali del tempo). All'inizio della terza stagione Rick Marshall accidentalmente ritorna al suo tempo da solo, lasciando i suoi figli alle spalle, e viene sostituito da suo fratello Jack (per spiegare l'assenza dell'attore Spencer Milligan).

## Personaggi
- Will Marshall (stagioni 1-3), interpretato da Wesley Eure.
- Holly Marshall (stagioni 1-3), interpretato da Kathy Coleman.
- Cha-Ka (stagioni 1-3), interpretato da Phillip Paley.
- ranger Rick Marshall (stagioni 1-2), interpretato da Spencer Milligan.
- Enik (stagioni 1-3), interpretato da Walker Edmiston.
- Sa (stagioni 1-2), interpretato da Sharon Baird.
- Uncle Jack (stagione 3), interpretato da Ron Harper.
- leader degli Sleestack  (stagione 3), interpretato da Jon Locke.

## Produzione
La serie, ideata da Sid Krofft, Marty Krofft e Allan Foshko, fu prodotta da Sid & Marty Krofft Television Productions e girata a West Hollywood e a Los Angeles in California. Le musiche furono composte da Jimmie Haskell e Michael Lloyd.

### Registi
Tra i registi della serie sono accreditati:
- Bob Lally (12 episodi, 1974-1975)
- Dennis Steinmetz (11 episodi, 1974)
- Gordon Wiles (8 episodi, 1975)
- Joseph L. Scanlan (7 episodi, 1976)
- Rick Bennewitz (6 episodi, 1976)

## Distribuzione
La serie fu trasmessa negli Stati Uniti dal 1974 al 1977 sulla rete televisiva NBC. In Italia è stata trasmessa con il titolo La valle dei dinosauri.

## Episodi
| Stagione         | Episodi | Prima TV USA | Prima TV Italia |
| ---------------- | ------- | ------------ | --------------- |
| Prima stagione   | 17      | 1974         |                 |
| Seconda stagione | 13      | 1975         |                 |
| Terza stagione   | 13      | 1976         |                 |